# Épyllion
 (octobre 2016).
 (octobre 2016).
Si vous disposez d'ouvrages ou d'articles de référence ou si vous connaissez des sites web de qualité traitant du thème abordé ici, merci de compléter l'article en donnant les références utiles à sa vérifiabilité et en les liant à la section « Notes et références ».

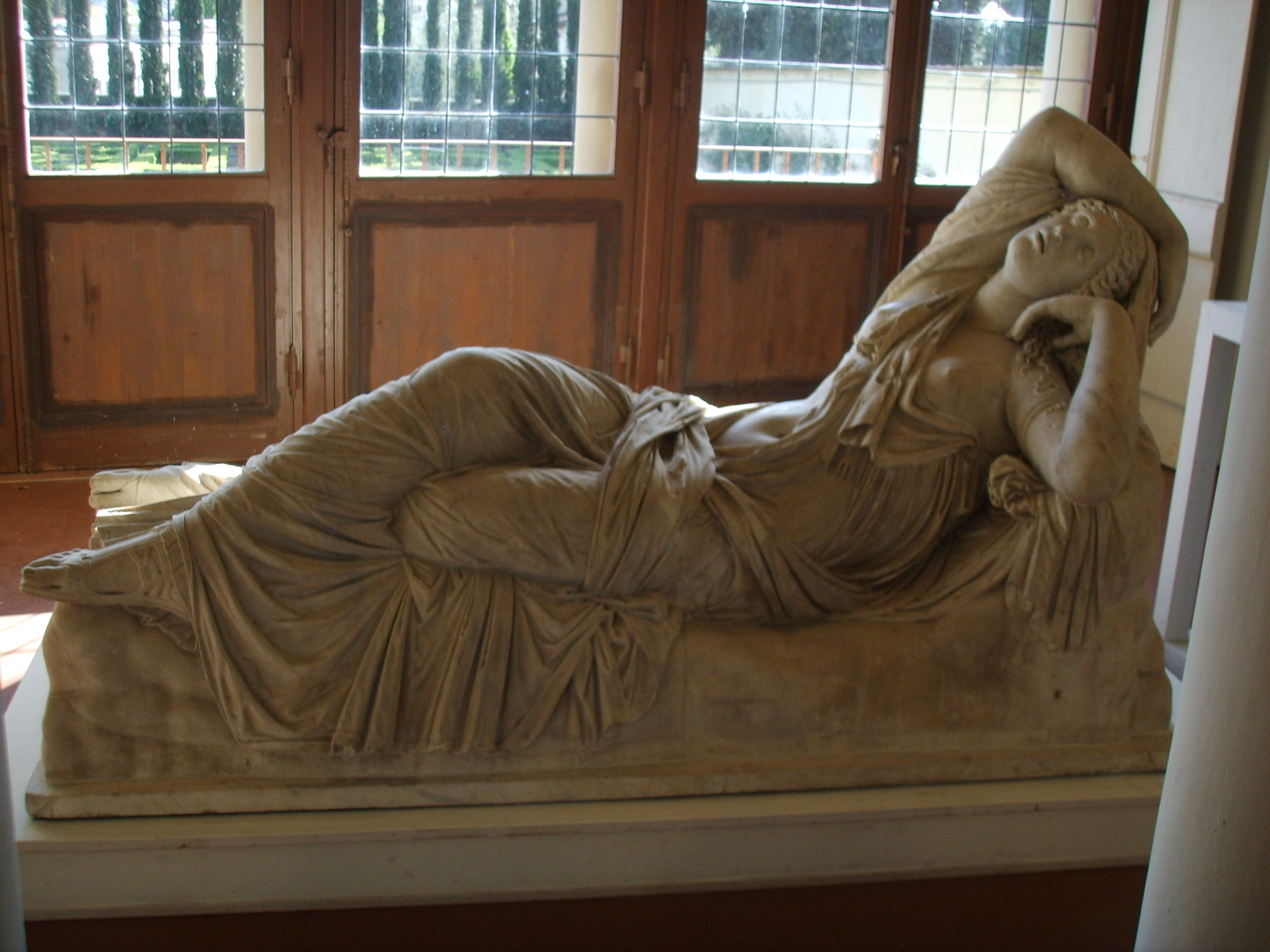
Villa Corsini (Florence). Ariane endormie, copie romaine d'un original grec du début du IIe siècle av. Cette statue a été transférée plus tard à la Galerie des Offices.

Un épyllion (en grec ancien ἐπύλλιον / epúllion, diminutif de ἔπος / épos, « parole », racine d'ἐποποιία / epopoiía : « épopée ») est, dans la littérature grecque et latine, une épopée très brève. C'est un poème narratif de quelques centaines d'hexamètres portant généralement sur la vie d'un héros ou d'une héroïne mythique et plus particulièrement sur ses amours.
L'épyllion est populaire durant la période hellénistique (exemple de l'Idylle XXIV de Théocrite sur Héraclès enfant). Jusqu'à Ovide, son utilisation et sa popularité ne décroissent pas. 
Dans le livre IV des Géorgiques de Virgile, les malheurs d'Orphée et d'Eurydice racontés par Protée en 74 vers sont une petite épopée de goût alexandrin enchâssée à l'intérieur de l'histoire d'Aristée.
L'emploi de ce terme comme descriptif semble moderne ; il a été repris en 1612 par l'écrivain baroque espagnol Luis de Góngora pour sa Fable de Polyphème et Galatée (Fábula de Polifemo y Galatea).